# John Blaha
John Elmer Blaha (ur. 26 sierpnia 1942 w San Antonio w stanie Teksas) – amerykański lotnik wojskowy i astronauta.

## Życiorys
W 1960 ukończył szkołę w Norfolk w Wirginii, w 1965 studia inżynieryjne w United States Air Force Academy w Colorado Springs, a w 1966 inżynierię astronautyczną na Purdue University w West Lafayette. W 1967 skończył kurs pilotażu w Williams Air Force Base w Arizonie, później służył jako pilot myśliwca, uczestniczył w 361 misjach bojowych w Wietnamie podczas wojny wietnamskiej. Później uczył się w Aerospace Research Pilot School w Edwards Air Force Base w Kalifornii, po czym w 1973 został instruktorem lotniczym i pilotem doświadczalnym, służąc w Boscombe Down w W. Brytanii. Następnie pracował w Kwaterze Głównej United States Air Force w Pentagonie. Ma wylatane ponad 7000 godzin na 34 typach samolotów. 19 maja 1980 został wyselekcjonowany przez NASA jako kandydat na astronautę, przeszedł potem szkolenie przygotowawcze. Od 13 do 18 marca 1989 był pilotem misji STS-29 trwającej 4 dni, 23 godziny i 38 minut; start nastąpił z Centrum Kosmicznego Johna F. Kennedy’ego, a lądowanie w Edwards Air Force Base w Kalifornii. Od 23 do 28 listopada 1989 był pilotem misji STS-33 trwającej 5 dni i 6 minut. Od 2 do 11 sierpnia 1991 dowodził misją STS-43 trwającą 8 dni, 21 godzin i 21 minut. Od 18 października do 1 listopada 1993 był dowódcą misji STS-58 trwającej 14 dni i 12 minut. W sierpniu 1994 rozpoczął naukę języka rosyjskiego w Defense Language Institute w Montery w Kalifornii, a w styczniu 1995 szkolenie przygotowawcze do długoterminowej misji na stację kosmiczną Mir w Centrum Wyszkolenia Kosmonautów im. J. Gagarina w Gwiezdnym Miasteczku w Rosji. Od 16 września 1996 do 22 stycznia 1997 był specjalistą misji STS-79 na stację Mir STS-81 trwającą 128 dni, 5 godzin i 28 minut; na Ziemię został odwieziony w ramach misji STS-81. Łącznie spędził w kosmosie 161 dni, 2 godziny i 45 minut. Opuścił NASA 26 września 1997.